# Puerto Henry

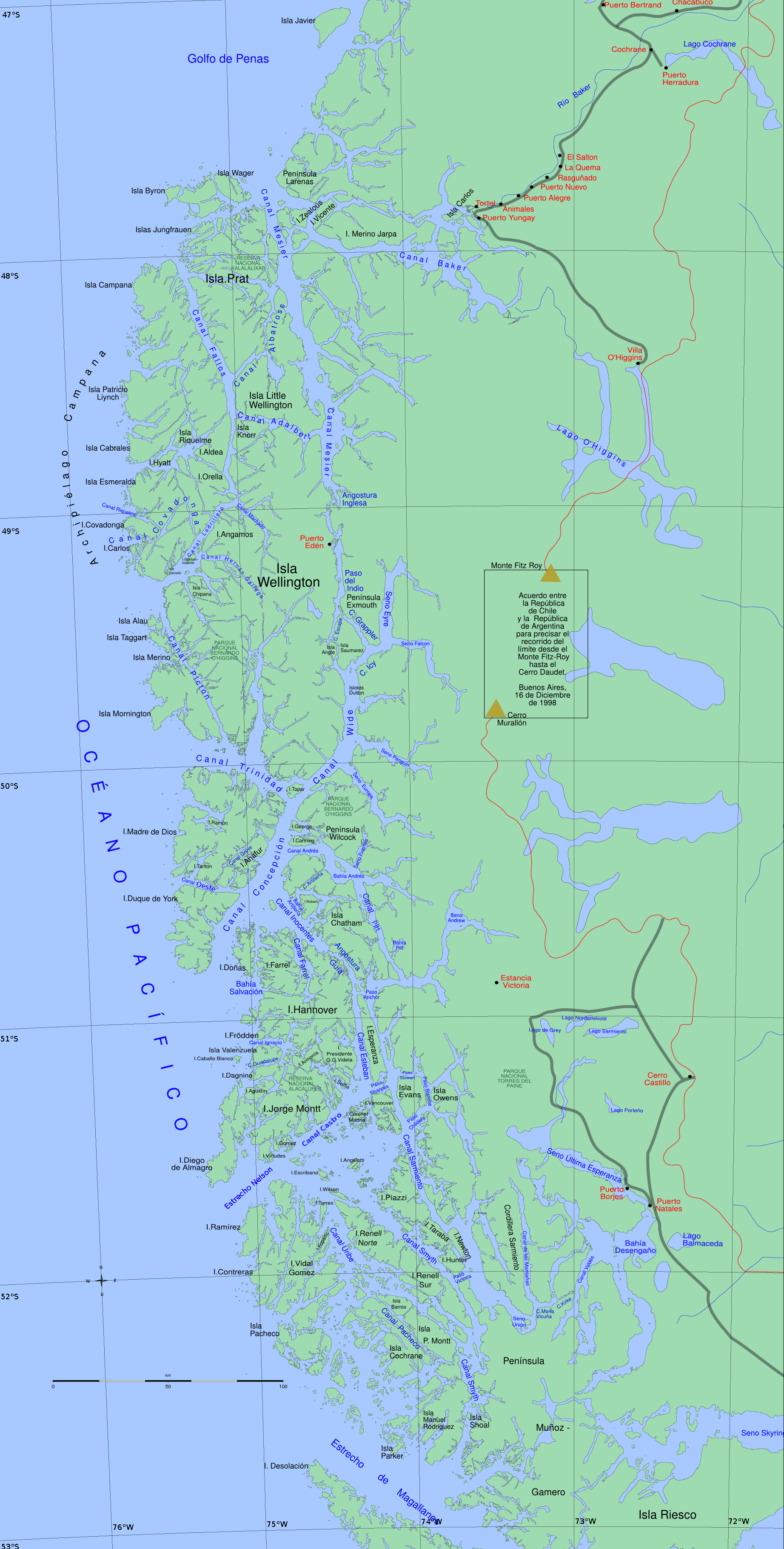
Golfo de Penas - Estrecho de Magallanes

Puerto Henry  está situado al sur del golfo de Penas sobre la costa NW de la isla Madre de Dios en el lado sur del canal Trinidad y en el lado SE del golfo Trinidad, en la región austral de Chile,  al sur del golfo de Penas sobre la costa NW de la isla Madre de Dios en el lado SE del golfo Trinidad. 
Administrativamente pertenece a la provincia de Última Esperanza de la XII Región de Magallanes y la Antártica Chilena.
Desde hace aproximadamente 6.000 años sus costas fueron habitadas por el pueblo kawésqar.  A comienzos del siglo XXI este pueblo había sido prácticamente extinguido por la acción del hombre blanco.

## Ubicación
Sus coordenadas según el Derrotero son 50°00′S 75°22′O / -50.000, -75.367. Situado en el lado SE del golfo Trinidad y sobre la costa NW de la isla Madre de Dios. Se extiende hacia el sur por ½ nmi por un ancho aproximado de 3 cables.

## Fondeaderos
El fondeadero es reducido por la existencia de una roca, roca Kelly. Está abierto al viento y marejada del NW por lo que es apropiado solo para naves de poco porte que deseen fondear por una noche y siempre que el tiempo sea bueno.
Cuando hay temporal en el golfo Trinidad los williwaws soplan en el puerto con mucha violencia y se introduce a la bahía la mar gruesa.

## Recursos
Al fondo del puerto se encuentra la dársena Aid en la que se obtiene agua dulce proveniente de un lago y abundante leña.

## Historia
A contar de 1520, con el descubrimiento del estrecho de Magallanes, pocas regiones han sido tan exploradas como la de los canales patagónicos. En las cartas antiguas la región de la Patagonia, entre los paralelos 48° y 50° Sur, aparecía ocupada casi exclusivamente por una gran isla denominada “Campana” separada del continente por el “canal de la nación Calén”, nación que se supuso existió hasta el siglo XVIII entre los paralelos 48° y 49° de latitud sur.
Desde mediados del siglo XX esos canales son recorridos con seguridad por grandes naves de todas las naciones, gracias a los numerosos reconocimientos y trabajos hidrográficos efectuados en esas peligrosas costas.
Por más de 6.000 años estos canales y sus costas han sido recorridas por los kawésqar, indígenas, nómades canoeros. Hay dos hipótesis sobre su llegada a los lugares de poblamiento. Una, que procedían del norte siguiendo la ruta de los canales chilotes y que atravesaron hacia el sur cruzando el istmo de Ofqui. La otra es que procedían desde el sur y que a través de un proceso de colonización y transformación de poblaciones cazadoras terrestres, procedentes de la Patagonia Oriental, poblaron las islas del estrecho de Magallanes y subieron por los canales patagónicos hasta el golfo de Penas. A comienzos del siglo XXI este pueblo había sido prácticamente aniquilado por la acción del hombre blanco.